# Josef-Leon Cardijn
Josef-Léon Cardijn, (ur. 18 listopada 1882 w Brukseli, zm. 25 lipca 1967 w Leuven), belgijski duchowny katolicki, kardynał, arcybiskup tytularny Tusuros, inspirator chrześcijańskich związków zawodowych, niezmordowany duszpasterz robotników. Sługa Boży Kościoła katolickiego.

## Życiorys
Kształcił się w seminarium w Mechelen oraz na uniwersytecie w Leuven. Po otrzymaniu święceń kapłańskich 22 września 1906 roku pracował jako duszpasterz w diecezji Mechelen. W czasie I wojny światowej więziony przez Niemców. Po wojnie był duszpasterzem robotników w Mechelen; w 1925 roku założył Związek Młodych Robotników Chrześcijańskich. W 1941 roku ponownie uwięziony przez Niemców. 15 lutego 1965 roku mianowany arcybiskupem tytularnym Tusuros, 21 lutego przyjął święcenia biskupie z rąk arcybiskupa mecheleńsko-brukselskiego Leo Jozef Suenensa, a dzień później został wyniesiony do godności kardynalskiej z tytułem diakona San Michele Arcangelo. Zmarł w Leuven, a pochowano go w kościele Matki Bożej z Laeken. W 2014 roku rozpoczął się jego proces beatyfikacyjny. Odtąd w Kościele katolickim przysługuje mu tytuł Sługi Bożego.